# Guerra dei Paderi
Le guerre dei Paderi (o guerre dei Padri, o guerre dei minangkabau) vennero combattute nell'ovest dell'isola di Sumatra: la prima fra il 1821 ed il 1824, la seconda fra il 1830 ed il 1837.

## Contesto
Negli anni 1820, gli olandesi dovevano ancora consolidare il loro possesso in alcune parti delle Indie orientali olandesi, dopo averle riottenute dalla Gran Bretagna.
Ciò era soprattutto vero sull'isola di Sumatra, ove alcune aree non vennero messe sotto controllo prima dell'inizio del XX secolo.
Nel corso delle guerre napoleoniche, alcune popolazioni indigene di Sumatra avevano fatto progresso nel ridurre il controllo olandese.
In particolare, la costa occidentale di Sumatra almeno sin dal 1795 e la tennero sino al 1819. Ciò che indebolì assai la già debole autorità esercitata su quelle regioni (come, in generale, al di fuori di Giava), dalle autorità coloniali olandesi a Batavia. Al contempo, le autorità britanniche non fecero un gran che per profittarne: esse avevano già il loro bel daffare ad assicurarsi il controllo delle basi commerciali olandesi. Mentre i tentativi di penetrazione all'interno erano riservati alla, assai più strategica, India. Ne nacque un vistoso vuoto di potere, che favorì ogni genere di revanscisti ed avventurieri: come dimostra l'esplosione incontrollata della pirateria, che fece delle acque delle isole malesi, le più pericolose del mondo.

## I Paderi
A questo generale fenomeno appartenne un conflitto locale, scoppiato nel 1803 (o all'inizio del 1804) nell'ovest di Sumatra, nella forma di un conflitto interno alla popolazione localmente dominante, i musulmani Minangkabau, che coinvolse due fazioni: gli Adat e i Paderi:
- gli Adat erano Minangkabau tradizionalisti, che volevano continuare a tollerare pratiche religiose e tradizioni sociali pre-islamiche (lo stesso nome ha origine araba e si riferisce alle leggi ed alla giurisprudenza locali, consuetudinarie). Questo "partito " comprendeva la famiglia reale minangkabau dell'antico Regno di Pagaruyung e gran parte delle élite locali.
- i Paderi, al contrario, in curiosa sintonia con quanto contemporaneamente avveniva nell'Impero Fulani dell'attuale Nigeria, erano musulmano integralisti, che avevano compiuto un pellegrinaggio alla Mecca, vi avevano conosciuto le teorie wahhabite e ne erano ritornati imbevuti del desiderio di "arabizzare" i "cattivi credenti" lasciati in patria. Il nome di Paderi, infatti, derivava dal porto di Pedir (oggi Pidie, nel nord-ovest di Sumatra, di fronte a Malacca), luogo di imbarco per il lungo pellegrinaggio. Come d'uso per questo genere di movimenti, si trattava di eliminare ogni sincretismo di origine precedente all'importazione del culto islamico: tanto con riguardo al culto, quanto ai comportamenti sociali. Dunque presero a contrastare il combattimenti di galli, le scommesse, le bevande alcoliche, la tradizionale struttura matrilineare delle famiglie minangkabau e simili, predicando, al contrario, l'imposizione della Shari'a.

## La prima guerra dei Paderi

### Primi successi degli integralisti e massacro della famiglia reale di Pagaruyung

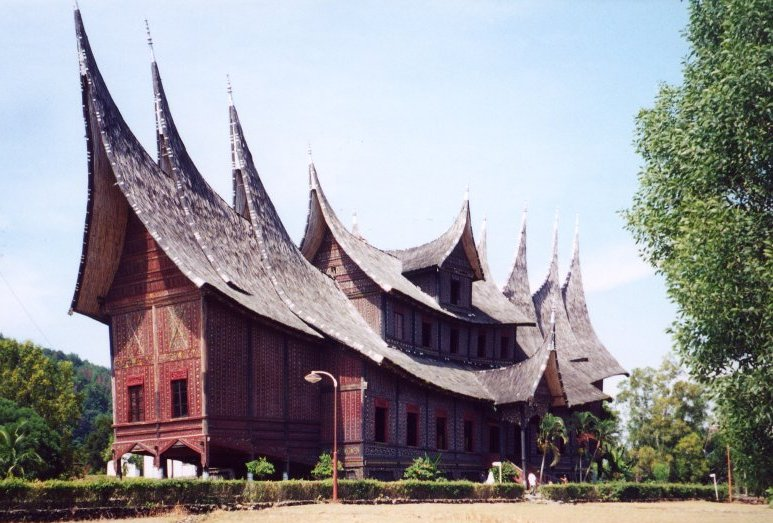
Il palazzo reale di Pagaruyung, ricostruito nel 1976

Il jihād si esercitava in un contesto caratterizzato da un'estrema frammentazione del potere politico, in mani a centinaia di capi-villaggio (detti panghulu). Mentre l'autorità statale, che pure esisteva nella persona del raja del Regno di Pagaruyung, anch'esso un minangkabau, si era indebolita, primariamente a causa della crisi delle miniere aurifere (che ne avevano costituito la principale base di sostentamento), a vantaggio di una più diffusa ricchezza derivante dalla coltivazione e dal commercio di caffè ed altri prodotti per l'esportazione.
Nel 1815, gran parte di quella famiglia reale venne assassinata dai ribelli 'Paderi'. Per ordine del loro capo, Tuanku Lintau (tuanku significa 'capo religioso').
Gli Inglesi non dovettero avere un grande interesse nella faccenda: ufficialmente essi 'tollerarono' il movimento. Praticamente lo ignorarono. Tanto che Raffles, tout-puissant luogotenente-governatore di Giava occupata, visitò la piccola capitale del Regno di Pagaruyung solo nel 1818, dopo il terzo e definitivo incendio: non trovò che un cumulo di rovine.

### Rientro degli Olandesi a Giava e primi passi a Sumatra

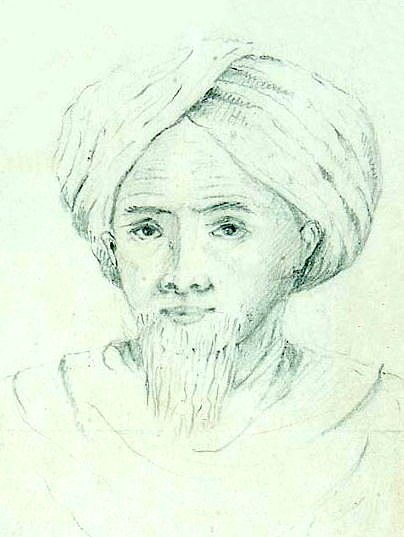
Ritratto coevo dell'integralista islamico Tuanku Imam Bonjol (ca. 1820)

Le cose mutarono, un poco, con il ritorno degli Olandesi. Questi avevano ripreso possesso di Giava il 19 agosto 1816, a seguito del Trattato anglo-olandese del 1814. Qui il governatore generale van der Capellen non disponeva di grandi mezzi, né finanziari né militari, e doveva rimediare agli anni persi negli anni della occupazione britannica.
Una debolezza che spinse differenti sovrani locali a tentare di recuperare la propria indipendenza: sulla stessa Sumatra, ad esempio, il sultanato di Palembang non venne ridotto alla ragione prima del luglio 1821.
La zona più vicina al centro delle attività dei Paderi, però, era Padang, nella parte occidentale di Sumatra, ove i britannici passarono, effettivamente, le consegne ad un 'residente' olandese, tal Jamer du Puy, ma questi aveva a disposizione solo 150 soldati, oltre agli impiegati civili, e ben scarsi messi finanziari sui quali appoggiare la propria azione.
Il du Puy era, però, un uomo ambizioso: di fronte alle richieste di appoggio presentategli dai superstiti della famiglia reale di Pagaruyung, ovviamente appoggiate della fazione 'Adat', che offrivano in cambio la sottomissione al protettorato olandese, il 'residente' se ne fece portavoce a Batavia. Qui l'entourage del governatore van der Capellen non mostrò, inizialmente, alcun interesse a sacrificare parte delle già scarse risorse a disposizione, per sottomettere la non troppo importante costa occidentale di Sumatra.
Il 'residente', però, seppe convincerli, con l'argomento che se non fossero intervenuti loro, ne avrebbe profittato la Gran Bretagna, nella persona del noto avventuriero Sir Thomas Raffles, lo stesso che già aveva governato Giava dal 1811 al 1816 e che, il 6 febbraio 1819, aveva sfruttato un'analoga situazione per fondare la nuova colonia di Singapore.
van der Capellen, quindi, si lasciò convincere: du Puy sottoscrisse, con i capi 'Adat', un primo trattato, con il quale essi scambiavano l'accettazione del dominio olandese, in cambio della restaurazione della struttura politica precedente all'inizio della rivolta dei Paderi.
Dopodiché, nel 1821, giunse a Padang il giovane tenente A.F. Raaff, con 500 soldati. E la guerra ebbe inizio anche per gli Olandesi.

### Primi scontri ed il 'Trattato di Masang'
La campagna militare ebbe ufficialmente inizio nel febbraio 1821: il primo attacco olandese ad un villaggio 'Paderi' ebbe luogo nell'aprile del 1821. Seguirono molte piccole scaramucce ed una sconfitta, nel 1823 a Lintau. Esse, perlomeno, dimostrarono l'impossibilità, per il piccolo esercito del Raaff, di ridurre alla ragione i 'Paderi'.
Politicamente, alla guerra non era stata vinta poiché gli olandesi si erano rifiutati di reinsediare un raja per il cessato Regno di Pagaruyung. Ciò che, inevitabilmente, indusse molti leader locali a passare dalla parte dei 'Paderi', i quali, dal canto loro, non avevano alcuna intenzione di sottomettersi.
Ciò, tuttavia, non impedì di giungere ad un ragionevole compromesso: il 'Contratto di Pace ed Amicizia' del gennaio del 1824 (anche noto come Trattato di Masang) stipulato dal Raaff con i Paderi di Bondjol (il loro maggior centro fortificato).

## La seconda guerra dei Paderi

### Una lunga pausa imposta dalla rivolta di Giava
Di lì a poco, nell'aprile 1824, Raaff, che nel frattempo aveva sostituito il du Puy come residente a Padang, morì di un attacco di febbre. Egli venne sostituito dal H.J.J.L. Ridder de Stuers, un preparato ufficiale che dovette adeguarsi alla pace, poiché costretto dall'inatteso scoppio, il 20 luglio 1825, di una grande rivolta, scoppiata nel centro di Giava: una provincia assai più strategica, per gli Olandesi, rispetto alla periferica Sumatra.

### Il rafforzamento della presa militare e diplomatica
Accadde così che la guerra si congelò per circa sei anni. Ridder de Stuers ne profittò per compiere i passi necessari a garantire il controllo del territorio: fondando diverse fortificazioni, a partire dalla più celebre, il Forte de Kock, iniziato nel 1825 a Bukittinggi.
Contestualmente il governo dei Paesi Bassi provvedeva al coté diplomatico, con la firma, il 3 marzo 1824, di un nuovo trattato anglo-olandese, che integrava il precedente del 1814: Paesi Bassi e Regno Unito accettavano di delimitare le rispettive linee di influenza allo stretto di Malacca, ciò che lasciava Sumatra nella disponibilità della più piccola delle due potenze.
Nel frattempo, i Paderi di Bondjol avevano fatto del loro meglio per descriversi come un fattore di instabilità, invadendo le regioni dei loro vicini settentrionali, i Batak, con la scusa di massacrarne gli allevamenti di maiali, dal loro punto di vista l'animale impuro par excellence.

### Ripresa e conclusione del conflitto
Il conflitto riprese negli anni 1830, con alcuni primi successi olandesi. Il leader ribelle Tuanku Imam Bonjol venne catturato nel 1832 ma, dopo tre mesi, sfuggì ai suoi carcerieri. Rifugiandosi, infine, nel piccolo centro di Bonjol, l'ultima roccaforte dei 'Paderi'.
Questa cadde il 16 agosto 1837 dopo mesi di blocco e venne rasa al suolo. Tuanku Imam Bonjol venne esiliato: prima a Cianjur, nell'ovest di Giava, poi sulla ricca isola di Ambone, infine a di Manado sull'isola di Celebes, la metropoli dei minahasa, una popolazione fedele agli Olandesi, che già aveva fornito numerose reclute alla repressione della rivolta di Giava Ed il conflitto ebbe termine.

## Conseguenze
Con la vittoria, gli Olandesi rafforzarono il proprio controllo della parte occidentale di Sumatra. Nel frattempo, i capi religiosi e tribali dei Minangkabau poterono trovare una via meno immediatamente drammatica per accordare le tradizioni locali alla, inevitabile, "arabizzazione" dei costumi.